# Lex frumentaria
Per lex frumentaria si intende un provvedimento legislativo che regolava la distribuzione di frumento a prezzi agevolati o gratuitamente  alla popolazione di Roma (Frumentationes). Dato il carattere, fu il più delle volte decisa non sotto la forma della lex comitialis, ma attraverso gli scita plebis, provvedimenti presentati da un Tribuno della plebe ed approvati da un concilium plebis.

## Lex Sempronia frumentaria
La lex Sempronia frumentaria fu emanata nel 123 a.C. su proposta del tribuno Gaio Sempronio Gracco. L'erario si faceva carico di acquistare in Sicilia del grano e ne curava il trasporto fino al porto di Ostia. Il grano veniva poi venduto a prezzo molto calmierato. Il provvedimento fu preso tra l'entusiasmo dei populares, mentre gli optimates accusarono il tribuno di aver assunto un provvedimento meramente demagogico per aspirare alla tirannide.
La Lex Sempronia frumentaria fu un provvedimento proposto dal tribuno che ebbe pratica attuazione e rimase nell'ordinamento romano, richiamata in vigore per iniziativa del tribuno Lucio Apuleio Saturnino (un seguace di Mario) anche se poi sotto Silla le frumentationes furono sospese.

## Lex Terentia et Cassia frumentaria
Nel 73 a.C., il console Gaio Cassio Longino, assieme al collega Marco Terenzio Varrone Lucullo fece approvare la lex Terentia et Cassia frumentaria, in base alla quale lo Stato doveva comprare il grano in Sicilia e rivenderlo a basso prezzo a Roma. Si trattava di una Lex comitialis.

## Lex Clodia frumentaria
Fu promulgata nel 58 a.C., su proposta del tribuno Clodio, un patrizio che facendosi adottare dal ramo plebeo della familia era diventato tribuno della plebe e che si era schierato con Cesare.  La lex Clodia frumentaria stabiliva che il grano distribuito con le frumentationes dovesse essere concesso gratuitamente alla popolazione meno abbiente. Venne prevista la nomina di un curator annonae a cui spettava il compito di gestire gli elenchi degli aventi diritto. Clodio, tuttavia, fu il primo a proporre distribuzioni completamente gratuite e ad evitare di fissare un numero limitato di beneficiari che potevano usufruire delle distribuzioni. Egli per primo, inoltre, affidò la cura dell'annona ad un liberto, Sesto Clelio.
Il provvedimento clodiano ebbe ripercussioni importanti sull'economia romana: per finanziarlo risultò necessaria la spesa annuale di un quinto delle entrate che Roma riceveva dalle tasse, per una cifra di 64 milioni di sesterzi.
Le spese, tuttavia, dovevano essere compensate dalle nuove entrate previste a seguito della legge sull'annessione di Cipro, e garantivano a Clodio l'appoggio incondizionato della plebe urbana. A seguito dell'approvazione della lex frumentaria, registrò un netto aumento anche il numero delle emancipazioni, poiché i nuovi liberti potevano facilmente essere iscritti alle liste dei beneficiari delle distribuzioni; queste liste, infatti, erano curate dallo stesso Clodio o dai collegia che aveva reistituito, e divennero ben presto un fattore attraverso il quale era facile controllare tutti i membri della classi inferiori.